# Electronic Archiving System
EASY (Electronic Archiving System) is een online archiveringssysteem (data repository) voor het deponeren en downloaden van wetenschappelijke onderzoeksdata. EASY werd gelanceerd in het voorjaar van 2007, met als doel het aanbieden van een archiefsysteem dat eenvoudiger was dan andere toenmalige archiefsystemen, en met als onderscheidend kenmerk dat de gebruiker zelf zijn data kan uploaden (à la YouTube, dat twee jaar eerder werd opgericht). Op 11 december 2023 sloot DANS nieuwe invoer in EASY. De data gaat voortaan in DANS Data Stations gebaseerd op DataverseNL.
De eenvoud van het systeem bestaat er onder meer uit dat het metadataschema gebaseerd is op Dublin Core. Om afhankelijkheid van softwareleveranciers te voorkomen werd er een eigen digital repository system (dms) ontwikkeld voor EASY. In 2010 werd het miljoenste bestand geüpload in EASY; in 2013 waren dat er twee miljoen, verdeeld over vijfentwintigduizend datasets. Die groei komt met name door de aanwas van archeologische datasets, de toename van sociaalwetenschappelijke bestanden blijft daar nog bij achter.
Inmiddels zijn er ook diverse andere data repositories die zich baseren op zelfarchivering, voorbeelden zijn het 4TU.ResearchData-archief (opgericht in 2008), Dryad (opgericht in 2008), Figshare (opgericht in 2011) en Zenodo (opgericht in 2013). EASY is opgenomen in het Registry of Research Data Repositories, en is een zogeheten 'Trustworthy Digital Repository' , omdat het beschikt over het Data Seal of Approval. Inmiddels is het Data Seal of Approval vervangen door het verbeterde CoreTrustSeal. Deze certificering komt voort uit het Data Seal of Approval en het WDS Regular Members Certification.
EASY bevat voornamelijk datasets uit de sociale en geesteswetenschappen, uit de volgende vakgebieden: 
- Archeologie
- Geschiedenis
- Taal en tekst
- Theologie
- Gezondheidswetenschappen
- Communicatiewetenschappen
- Criminologie
- Onderwijskunde
- Politicologie
- Psychologie
- Sociologie
- Mondelinge geschiedenis
- Ruimtelijke wetenschappen

Dataset wordt in EASY als verzamelterm gebruikt voor alle soorten van gegevensbestanden die in het digitaal archiefsysteem opgenomen kunnen zijn: databases, tekstbestanden, Excel-sheets, audio-, videobestanden (interviews), GIS-bestanden, images, enz. Het beheer van EASY wordt verzorgd door Data Archiving and Networked Services (DANS).
Het e-depot voor de Nederlandse archeologie (EDNA) maakt deel uit van EASY, hierdoor zijn gearchiveerde archeologische data beter vindbaar en toegankelijk voor andere wetenschappers, ook in internationaal verband. Een andere dataset is het Nederlands Historisch Data-archief (NHDA). Naast veel publiekelijk toegankelijke data, zijn er ook gesloten data, bijvoorbeeld de beveiligde microdata van het Centraal Bureau voor de Statistiek (CBS), die via EASY alleen toegankelijk zijn voor gemachtigde instellingen.